# FU Большой Медведицы
FU Большой Медведицы (лат. FU Ursae Majoris) — двойная звезда в созвездии Большой Медведицы на расстоянии приблизительно 3817 световых лет (около 1170 парсеков) от Солнца. Видимая звёздная величина звезды — от +9,07m до +8,97m.

## Характеристики
Первый компонент — оранжевая пульсирующая медленная неправильная переменная звезда (LB:) спектрального класса K2.